# 永竹威
永竹 威（ながたけ たけし、1916年2月23日 - 1987年5月29日）は、日本の陶芸研究家。
佐賀県出身。東京高等工業学校（現在の東京工業大学の前身）卒。佐賀県文化館長、佐賀女子短期大学教授。肥前陶磁史を研究、九州古窯跡の発掘調査を行った。県文化財専門委員。

## 著書
- 暮しとやきもの 肥前陶磁の鑑賞 金華堂書店 1956
- やきもの談義 五月書房 1959
- 図説日本の赤絵 東西五月社 1960
- 有田やきもの読本 有田陶磁美術館 1961
- 肥前やきもの読本 金華堂書店 1961
- 図説九州古陶磁 刀江書院 1963
- 日本の陶芸 人物往来社 1964
- 日本の陶磁器 その窯場を訪ねて 社会思想社 1966
- 東洋陶磁の美 河出書房新社 1968
- 伊万里 保育社 1973 (カラーブックス)
- 唐津 保育社 1975 (カラーブックス)
- 古伊万里の世界 ブレーン出版 1975 (ブレーン美術選書)
- 陶磁のこころ 五月書房 1978.4
- 永竹威陶芸論集 全3巻 五月書房 1983-84
- 陶芸の道 創思社出版 1985.10

## 共編著
- 図鑑染付読本 黒田領治共著 徳間書店 1963
- 日本のやきもの 第2 有田 劉寒吉共著 淡交新社 1965
- 柿右衛門 図譜 歴代・柿右衛門顕彰会 1968
- 陶器講座 3 日本 3 江戸前期 雄山閣出版 1971
- 陶器講座 4 日本 4 江戸後期 雄山閣出版 1972
- 陶磁大系 19 伊万里 平凡社 1973
- 肥前陶磁の系譜 名著出版 1974
- 陶磁大系 15 上野高取 平凡社 1975
- カラー日本のやきもの 3 有田 淡交社 1975
- 日本のやきもの 19 伊万里 講談社 1975
- 日本のやきもの 20 柿右衛門 講談社 1976
- カラーやきもの 1-2 山と溪谷社 1976-77 (山溪カラーガイド)
- 陶磁大系 20 柿右衛門 平凡社 1977.1
- 日本のやきもの=現代の巨匠 17 今泉今右衛門 講談社 1977.12
- 日本のやきもの=現代の巨匠 16 十三代酒井田柿右衛門 講談社 1977.9
- 世界陶磁全集 8 江戸 3 林屋晴三共編 小学館 1978.11
- 日本のやきもの 2 有田 淡交社 1986.1
- 日本陶磁大系 第19巻 伊万里 矢部良明共著 平凡社 1989.5

## 翻訳
- 景徳鎮陶録 /浦浜南 片山一共訳 五月書房 1980.12